# Anagle Mole
Anagle Mole (アナグルモール?, Anaguru Mōru) è un manga scritto e disegnato da Tsubasa Fukuchi, pubblicato dalla Shōgakukan tra il 19 ottobre 2011 e l'8 gennaio 2014.
La versione in lingua italiana dell'opera è stata pubblicata dalla RW Edizioni mediante l'etichetta Goen dal 12 marzo 2016 al 25 giugno 2021.

## Trama
Il giovane majin Luchiru, creatura che vive nei meandri della terra, viene inviato in superficie – accompagnato da Bahamut, un suo compagno dall'aspetto simile a quello di un koala – come avanscoperta e spia, per raccogliere informazioni sul genere umano e permettere al suo popolo di conquistare i terrestri. I majin hanno tuttavia un'idea estremamente imprecisa dell'uomo, che ritengono dotato di poteri sovrannaturali e assai pericoloso. Luchiru, avendo una fisionomia molto simile a quella dei terrestri, si infiltra così nella bizzarra famiglia Kusanagi, facendo amicizia con la primogenita Chiwa e con i suoi fratelli Kyosuke e Makoto.

## Manga
In Giappone l'opera è stata serializzata su Weekly Shōnen Sunday di Shōgakukan tra il 19 ottobre 2011 e l'8 gennaio 2014, mentre la pubblicazione in volumi è avvenuta tra il 16 marzo 2012 e il 18 febbraio 2014.
In Italia l'opera è stata pubblicata dalla RW Edizioni mediante l'etichetta Goen dal 12 marzo 2016 al 25 giugno 2021.
| 1 | 16 marzo 2012 | ISBN 978-4-09-123569-5 | 12 marzo 2016  | ISBN 978-88-67124-30-5 |
| 1 | Capitoli - 1. Majin - 2. Ranking - 3. Impianta i chip! - 4. Pedinamento - 5. Distruggi le prove! - 6. Andiamo a scuola! - 7. Diventerò come voi - 8. L'ultimo giorno - S. Extra |                        |                |                        |
| 2 | 18 giugno 2012 | ISBN 978-4-09-123698-2 | 22 luglio 2017 | ISBN 978-88-67125-22-7 |
| 2 | Capitoli - 9. Spia & Spia - 10. Famiglia - 11. Dove brilla la luce - 12. Dopo la pioggia - 13. L'inseguitore - 14. Chiwa @ Anagrand - 15. Vendita promozionale - 16. Irruzione - 17. Il guardiano dell'apertura - 18. Come usare il Majinagram - S. Extra |                        |                |                        |
| 3 | 18 settembre 2012 | ISBN 978-4-09-123809-2 | 18 giugno 2021 | ISBN 978-88-9284-087-4 |
| 3 | Capitoli - 19. Voglio diventare una pietra! - 20. Luchiru compra una macchina - 21. I ricercati - 22. Il majinagram più forte di Anagrand - 23. Risolvi il problema - 24. Anagle Mole - 25. La trasformazione - 26. Le due scelte - 27. La maschera - 28. Dolza Griyud - S. Extra |                        |                |                        |
| 4 | 18 dicembre 2013 | ISBN 978-4-09-124542-7 | 18 giugno 2021 | ISBN 978-88-9284-346-2 |
| 4 | Capitoli - 29. Il re - 30. L'intensità della luce - 31. Don't Feel, Think! - 32. L'arma rimasta - 33. Inizia la guerra per soccorrere Chiwa - 34. Cerchiamo Luchiru - 35. Esecuzione della condanna a morte in diretta - 36. L'interno della scatola - 37. Il punto e la superficie - S. Extra                                                                                       |                        |                |                        |
| 5 | 18 febbraio 2014 | ISBN 978-4-09-124571-7 | 25 giugno 2021 | ISBN 978-88-9284-348-6 |
| 5 | Capitoli - 38. La peggiore compatibilità con la mia abilità - 39. La dimostrazione di essere un majin - 40. Ruid - 41. Colui che apre la strada - 42. L'uomo che si muove di lato - 43. Due paroline... - 44. Sullo sfondo - 45. Il lampo - 46. L'ultimo dekos - Ultimo capitolo. Il fratello - S. Post Scriptum Mole - S. Fumettino extra (capitolo 44.5) - L'uomo chiamato Stalker |                        |                |                        |